# Stojan Župljanin
Stojan Župljanin (Servisch: Стојан Жупљанин) (Maslovar, 28 september 1951) is een voormalige Bosnisch-Servische politieofficier.
Župljanin werd geboren in het Bosnisch-Herzegoviniaanse dorpje Maslovar, in het toenmalige Joegoslavië. Tijdens de Bosnische Oorlog voerde hij het bevel over de Bosnisch-Servische politie die verantwoordelijk was voor de gevangenenkampen (zoals Kamp Manjača) waar duizenden gevangenen naar verluidt onder gruwelijke omstandigheden werden gevangen gehouden en waar velen werden vermoord. Župljanin zou ook een centrale rol hebben gespeeld in de vernietiging van gemeenschappen van Bosnische moslims en Bosnische Kroaten in de autonome oblast Krajina.
In oktober 2005 werd een inval gedaan in zijn huis door lokale politietroepen en VN-vredestroepen, maar hij was reeds gevlucht. Op 11 juni 2008 werd hij alsnog opgepakt in de buurt van de Servische hoofdstad Belgrado, waarna hij op 21 juni 2008 werd overgedragen aan het Joegoslaviëtribunaal in Den Haag.
Hem werden diverse misdrijven tegen de menselijkheid en oorlogsmisdrijven tenlastegelegd. Op 27 maart 2013 werd Stojan Župljanin door het Joegoslaviëtribunaal in Den Haag veroordeeld tot 22 jaar gevangenisstraf.